# Фроде Гродос
Фроде Гродос (норв. Frode Grodås, нар. 24 жовтня 1964, Волда) — норвезький футболіст, що грав на позиції воротаря. По завершенні ігрової кар'єри — футбольний тренер.

## Клубна кар'єра
У дорослому футболі дебютував 1982 року виступами за «Согндал», в якому провів п'ять сезонів.
Своєю грою за цю команду привернув увагу представників тренерського штабу «Ліллестрема», до складу якого приєднався на початку 1988 року. Відіграв за команду з Ліллестрема наступні вісім сезонів своєї ігрової кар'єри. Більшість часу, проведеного у складі «Ліллестрема», був основним голкіпером команди.
1996 року уклав контракт з «Челсі», у складі якого провів наступний рік своєї кар'єри гравця. 1997 року, разом з клубом, він став володарем Кубка Англії, зберігши свої ворота в недоторканності в фінальному матчі проти «Мідлсбро» (2:0).
Протягом 1998 року перебував у структурі «Тоттенгем Готспур», проте програв конкуренцію у воротах Іану Вокеру та своєму співвітчизнику Еспену Бордсену і за основну команду не зіграв жодного матчу.
З 1999 року три сезони захищав кольори команди клубу «Шальке 04», проте і тут був лише третім воротарем команди після Олівера Река та Матіаса Шобера, тому також рідко виходив на поле, а другу половину сезону 1998/99 провів на правах оренди за іспанський «Расінг».
2002 року повернувся на батьківщину, перейшовши до «Генефосса», де протягом двох сезонів був основним воротарем команди, після чого завершив кар'єру воротаря.

## Виступи за збірну
30 вересня 1991 року дебютував в офіційних матчах у складі національної збірної Норвегії в матчі відбору на Євро-1992 проти збірної Угорщини, який Гродос відстояв на нуль (0-0).
У складі збірної був учасником чемпіонату світу 1994 року у США в статусі запасного голкіпера, та чемпіонату світу 1998 року у Франції, де зіграв в усіх чотирьох матчах збірної, пропустивши п'ять голів.
Всього протягом кар'єри у національній команді, яка тривала 12 років, провів у формі головної команди країни 50 матчів.

## Кар'єра тренера
Після відходу з ігрової кар'єри, Гродос вирішив вчитися в Норвегії на тренера та незабаром отримав ліцензію. 1 грудня 2005 року він очолив клуб «Хамаркамератене». Але Гродос не зміг домогтися цілей, які були поставлені керівництвом, і 7 листопада 2006 року був звільнений.
У грудні 2006 року Гродос підписав трирічний контракт з «Ліллестремом», де працював тренером воротарів. У червні 2007 року основний воротар «Ліллестрема» Гайнц Мюллер отримав двоматчеву дискваліфікацію. Внаслідок цього Гродос став на цей час запасним голкіпером, проте на поле не виходив.
2010 року контракт Гродоса минув, і він прийняв запрошення стати тренером воротарів збірної Норвегії.

## Титули і досягнення

### Клубні
- Чемпіон Норвегії: 1989
- Володар Кубка Англії: 1997
- Володар Кубка Німеччини: 2001, 2002

### Індивідуальні
- Найкращий воротар Норвегії (Премія Кніксена): 1991, 1993
- Голкіпер року в Норвегії (Verdens Gang): 1993
- Атлет року в Норвегії (Romerikes Blad): 1993